# Хартія Землі
Хартія Землі — це декларація фундаментальних етичних принципів для побудови справедливого, сталого і мирного глобального суспільства в 21 сторіччі. Вона «спрямована пробудити в людях нове почуття глобальної взаємозалежності та відповідальності заради добробуту всієї людської родини, великої спільноти живого, а також заради майбутніх поколінь». Хартія — це водночас втілення надії та заклик до реальної дії.

## Мета
Мета Хартії Землі — перехід до сталого способу життя та розвитку людини. Екологічна цілісність є однією з її основних тем. Водночас, Хартія визнає, що такі цілі як захист природи, ліквідація бідності, справедливий економічний розвиток, повага до прав людини, демократія і мир є взаємопов'язаними та неподільними. Таким чином, для досягнення такого переходу до сталого майбутнього, Хартія представляє нову, всеосяжну морально-етичну основу. Для розповсюдження принципів і морально-етичних цінностей існує організація Ініціатива Хартія Землі.

## Історія
У 1987 році Світова Конференція ООН з Навколишнього Середовища та Розвитку (Конференція Брундтланда) рекомендувала створення загальної декларації з захисту навколишнього середовища і сталого розвитку у формі «нової хартії», яка б висловлювала основні принципи сталого розвитку. У 1994 році Моріс Стронг, голова Ради Землі та Михайло Горбачов, президент Міжнародного Зеленого Хреста, розпочали ініціативу громадянського суспільства Хартія Землі. Початкову фінансову допомогу надав уряд Нідерландів.

## Створення
Текст Хартії Землі було створено в результаті шестирічного світового консультаційного процесу (1994—2000) під наглядом незалежної Комісії Хартії Землі, яку було скликано Стронгом і Горбачовим з метою розвитку глобального консенсусу про цінності та принципи сталого майбутнього. Комісія продовжує слідкувати за текстом Хартії Землі.
В березні 2000 року було прийнято остаточний текст Хартії Землі на скликанні Комісії Хартії Землі в штаб-квартирі ЮНЕСКО в Парижі. А 29 червня цього ж року відбувся офіційний публічний запуск Хартії Землі в Палаці Миру в Гаазі (Нідерланди), під час якого була присутня Королева Беатрікс 

Популяризацією і поширенням ідей Хартії займається Ініціатива «Хартія Землі» — мережа організацій і осіб по всьому світу.

## Зміст
Текст документу Хартія Землі складається з Преамбули, 16 основних принципів, 61 пояснювального принципу і висновку під заголовком «Шлях вперед».

### Преамбула
«Ми перебуваємо на критичному етапі в історії Землі, коли людство має визначитися з власним майбутнім. Оскільки світ стає дедалі взаємозалежним і вразливим, майбутнє водночас передвіщає як велику загрозу, так і великі сподівання. Для подальшого розвитку ми повинні усвідомити, що серед пишного різноманіття культур і форм життя ми є єдина родина Землі, що має спільну долю. Ми повинні об'єднатися заради сталої глобальної спільноти, заснованої на пошані до природи, загальних правах людини, економічній справедливості та культурі миру. Для цього нам, народам Землі, необхідно визнати нашу відповідальність один перед одним, всесвітньою спільнотою і прийдешніми поколіннями».

### Принципи
Чотири основні частини і шістнадцять принципів Хартії Землі:

I. Повага і турбота про живу спільноту.
1. Поважати Землю і життя в усьому його розмаїтті.
2. Піклуватися про живу спільноту з розумінням, співчуттям і любов'ю.
3. Засновувати демократичні, справедливі, відкриті для співпраці, сталі та мирні спільноти.
4. Охороняти багатство та красу Землі для сучасного і майбутнього поколінь.

II. Екологічна цілісність.
1. Охороняти та відроджувати цілісність екосистем Землі, звертаючи особливу увагу на біологічне розмаїття та природні процеси, що підтримують життя.
2. Запобігати шкоді як оптимальний метод захисту навколишнього середовища і застосовувати підхід запобіжних заходів за браком інформації.
3. Застосовувати такі моделі виробництва, споживання та відтворення, що зберігають регенеративні можливості, права людини і добробут спільнот.
4. Удосконалювати вивчення екологічної збалансованості та спонукати до вільного обігу наукової інформації та її практичного застосування.

III. Соціальна та економічна справедливість.
1. Визнати позбавлення від бідності як етичний, соціальний та екологічний імператив.
2. Гарантувати підтримку економічної діяльності й економічних інститутів на всіх рівнях для сталого розвитку людини справедливим способом.
3. Підтримувати ґендерну рівність і справедливість як передумову для сталого розвитку і забезпечити загальний доступ до освіти, охорони здоров'я, економічних можливостей.
4. Захищати права всіх, уникаючи дискримінації, на життя в такому природному та соціальному середовищі, яке б підтримувало людську гідність, здоров'я та духовний добробут, звертаючи особливу увагу на права корінних народів і меншин.

IV. Демократія, ненасилля та мир.
1. Зміцнювати демократичні інститути на всіх рівнях, забезпечувати прозорість і підзвітність їхнього керівництва, співучасть у прийнятті рішень і доступ до правосуддя.
2. Ввести до системи формальної освіти й освіти протягом життя знання, цінності та навички, необхідні для сталого способу життя.
3. Ставитися до всіх живих істот із шаною та небайдужістю.
4. Виховувати культуру толерантності, ненасилля та миру.

## Реакція
Станом на 31 грудня 2008 року Хартію Землі офіційно визнали 4489 організацій у всьому світі. Серед них ЮНЕСКО, Міжнародний Союз Охорони Природи (МСОП), Міжнародна Рада Місцевих Екологічних Ініціатив (ICLEI), і Конференція Мерів Міст США, понад 250 університетів і десятки молодіжних груп. Уряди окремих провінцій, штатів, керівництва органів місцевого самоуправління міст різних країн схвалили і підтримали переконливі рекомендації представників громадянського суспільства офіційно визнати і використовувати Хартію Землі: австралійський штат Квінсленд, Республіка Татарстан Російської Федерації, уряди міст Калгарі (Канада), Мюнхен (Німеччина), Нью Делі (Індія), Осло (Норвегія) і Сан Паулу (Бразилія).